# José Sousa Caldas
José Sousa Caldas (Vila Nova de Gaia, 1894 – ?, 1965) foi um escultor português.

## Biografia
José Fernandes de Sousa Caldas nasceu em Vila Nova de Gaia em 18 de Maio de 1894 e era filho do escultor de arte sacra José Fernandes Caldas e afilhado do escultor José Joaquim Teixeira Lopes.
Frequentou a Academia Portuense de Belas-Artes tendo como mestres José de Brito, António Teixeira Lopes e Marques de Oliveira. Concluiu com 17 anos o curso de Escultura (1911).
Em 1922 dá início à atividade docente, primeiro na Escola Industrial Infante D. Henrique, no Porto, depois na Escola Industrial Passos Manuel, em Vila Nova de Gaia, da qual veio a ser diretor e por último na Escola Industrial Faria de Guimarães (atual Escola Secundária Artística de Soares dos Reis) onde para além de professor foi também diretor até 1964.
Como escultor viu muitas suas obras premiadas, obras que revelavam uma constante preocupação com a busca da beleza e da perfeição e que se encontram espalhadas por vários espaços públicos nacionais, como o Museu do Chiado, em Lisboa, o Museu Nacional de Soares dos Reis, no Porto, o Museu do Abade de Baçal, em Bragança, e o Museu de Ílhavo.
Escultor dinâmico, comunicativo e sensível, José Sousa Caldas faleceu em 1965.